# Verband der deutschen Gesellschaften in Ermland und Masuren
Der Verband der deutschen Gesellschaften in Ermland und Masuren ist eine Organisation der deutschen Minderheit in der Woiwodschaft Ermland-Masuren. Bis 2009 hieß die Organisation Verband der deutschen Gesellschaften im ehemaligen Ostpreußen.
Der Verband der Deutschen im südlichen Ostpreußen ist Mitglied des Verbandes der deutschen sozial-kulturellen Gesellschaften in Polen (VdG). Der Verband hat seinen Sitz seit Juli 2010 in der Straße Ulica Kopernika in Olsztyn (Allenstein). Zuvor war der Verband seit dem 1. Januar 2004 im Kopernikushaus an der Ulica Partyzantów ansässig.
Gegründet wurde die Organisation am 3. Oktober 1992 in Bęsia (Bansen). Am 9. März 1993 wurde sie unter dem Namen Verband der Vereinigungen deutscher Bevölkerung im ehemaligen Ostpreußen (kurz VdV e.O.) registriert.

## Vorstand
Der Vorstand sowie der Vorsitzende werden seit der Satzungsänderung im Juni 1997 von der Delegiertenversammlung auf 3 Jahre (vorher auf 2 Jahre) gewählt. 7 Personen bilden den Vorstand.
- Henryk Hoch (Vorsitzender)
- Gerard Wichowski (Stellvertretender Vorsitzender)
- Monika Krzenzek (Schatzmeister)

- Danuta Kanclerz (Vorstandsmitglied)
- Sebastian Jabłoński (Vorstandsmitglied)
- Irena Szubzda (Vorstandsmitglied)
- Wieslaw Kuechmeister (Vorstandsmitglied)